# Discografia lui Iliuță Rudăreanu
Discografia clarinetistului Iliuță Rudăreanu cuprinde discuri de gramofon, viniluri, benzi de magnetofon, ce conțin înregistrări realizate la casele de discuri Electrecord și Supraphon (Cehoslovacia), precum și la Societatea Română de Radiodifuziune.

## Discuri Electrecord
| An   | Număr de catalog | Format                     | Piese | Acompaniament                                                                                        |
| 1949 | DR 427           | shellac, 25 cm, 78 RPM     | Doină și jocuri oltenești | Orchestra „Ciocârlia”, dirijor Nicu Stănescu                                                         |
| 1949 | DR 453           | shellac, 25 cm, 78 RPM     | Dobridoreanca (joc) și Cărăuleanca (joc) Sârba Viorica                                                                                   | taraf                                                                                                |
| 1949 | DR 461           | shellac, 25 cm, 78 RPM     | Sârba poporului muncitoresc Hora mare | taraf                                                                                                |
| 1953 | EPA 1772         | shellac, 25 cm, 78 RPM     | Gaida (joc macedo-român) | Orchestra „Barbu Lăutaru”, dirijor N. Stănescu Aranjament George Marcu                               |
| 1953 | EPA 1782         | shellac, 25 cm, 78 RPM     | Sârbă | Orchestra „Barbu Lăutaru”, dirijor I. Budișteanu                                                     |
| 1954 | EPA 1803         | shellac, 25 cm, 78 RPM     | Sârba rândunelelor | Orchestra „Barbu Lăutaru”, dirijor I. Budișteanu La acordeon Nicolae Crăciunescu                     |
| 1954 | EPA 1886         | shellac, 25 cm, 78 RPM     | Trandafir de la Moldova | O.M.P.R., dirijor Nicu Stănescu                                                                      |
| 1955 | EPA 1970         | shellac, 25 cm, 78 RPM     | Doina de la Turnu Sârba morărița | O.M.P.R., dirijor Nicu Stănescu                                                                      |
| 1955 | EPA 1971         | shellac, 25 cm, 78 RPM     | Dianca | O.M.P.R., dirijor Nicu Stănescu                                                                      |
| 1956 | EPA 2091         | shellac, 25 cm, 78 RPM     | Tarele (joc oltenesc) | Orchestra de muzică populară Electrecord, dirijor Ionel Budișteanu                                   |
| 1956 | EPA 2092         | shellac, 25 cm, 78 RPM     | Alunelul de la Dolj | Orchestra de muzică populară Electrecord, dirijor Ionel Budișteanu                                   |
| 1956 | EPA 2093         | shellac, 25 cm, 78 RPM     | Hora pe picior | Orchestra de muzică populară Electrecord, dirijor Ionel Budișteanu                                   |
| 1956 | EPA 2094         | shellac, 25 cm, 78 RPM     | Pe dealul cu liliacul | Orchestra de muzică populară Electrecord, dirijor Ionel Budișteanu                                   |
| 1956 | EPD 4            | vinil, LP, 25 cm, 33 ⅓ RPM | 7. Trandafir de la Moldova | O.M.P.R., dirijor Nicu Stănescu                                                                      |
| 1957 | EPA 2391         | shellac, 25 cm, 78 RPM     | Pe deal pe la Corlățel Joc de la Dunăre                                                                                                  | orchestra Nicu Stănescu                                                                              |
| 1957 | EPC 118          | vinil, 17 cm, 33 ⅓ RPM     | 1. Gaida (Joc aromân din Pind) 2. Pe deal pe la Corlățel 3. Sârbă 4. Doina de la Turnu 5. Joc de la Dunăre                               | Orchestra de muzică populară Electrecord, dirijor Ionel Budișteanu (1) orchestra Nicu Stănescu (2-5) |
| 1957 | EPD 11           | vinil, LP, 25 cm, 33 ⅓ RPM | 9. Sârba rândunelelor | Orchestra „Barbu Lăutaru”, dirijor I. Budișteanu La acordeon Nicolae Crăciunescu                     |
| 1967 | EPC 749          | vinil, 17 cm, 33 ⅓ RPM     | 1. Leana de la Perișor 2. Jos la Cotul Dunării 3. Sârba de la Ișalnița 4. Cântec de dragoste 5. Busuioc de la Plenița 6. Joc de la baltă | orchestra Florian Economu                                                                            |

## Discuri străine

### Discuri Supraphon
| An   | Număr de catalog                      | Format               | Piese                                                                    | Acompaniament                                    |
| 195x | SUEP 512 Chants et Danses de Roumanie | vinil, 17 cm, 45 RPM | 2. Two Rumanian Dances [Două jocuri românești: Alunelul și Hora fetelor] | Orchestra „Barbu Lăutaru”, dirijor Nicu Stănescu |

### Discuri Artia
| An   | Număr de catalog         | Format                     | Piese                       | Acompaniament                                   |
| 1960 | ALP 116 Rumania, Rumania | vinil, LP, 25 cm, 33 ⅓ RPM | 3. Gaida (joc macedo-român) | Orchestra Electrecord, dirijor Ionel Budișteanu |

### Discuri MGM Records
| An   | Număr de catalog                                                           | Format                     | Piese                 | Acompaniament           |
| 1953 | LES-26.611 Gypsy Music: Performed by the World's Greatest Gypsy Orchestras | vinil, LP, 30 cm, 33 ⅓ RPM | 8. The Spinning-Wheel | orchestra Nicu Stănescu |

### Discuri Period
| An   | Număr de catalog                                 | Format                     | Piese                               | Acompaniament                   |
| 1959 | SPL 1616 Rumanian Folk Songs and Dances Volume 3 | vinil, LP, 30 cm, 33 ⅓ RPM | 8. Alunelul Dance [Dansul alunelul] | O.M.P.R., dirijor Radu Voinescu |

### Discuri Polydor
| An   | Număr de catalog             | Format                     | Piese                  | Acompaniament             |
| 1967 | 184124 Folk Music of Rumania | vinil, LP, 30 cm, 33 ⅓ RPM | 6. Leana de la Perișor | orchestra Florian Economu |

### Discuri Request Records
Reeditare a discului Period:
| An   | Număr de catalog                              | Format                     | Piese                                | Acompaniament                   |
| 1970 | SRLP 8114 Muzica Romaneasca Music of Roumania | vinil, LP, 30 cm, 33 ⅓ RPM | A4. Dansul alunelul (Alunelul Dance) | O.M.P.R., dirijor Radu Voinescu |

## ÎnregistrăriRadio România
Toate înregistrările lui Iliuță Rudăreanu din Fonoteca Radio România au fost efectuate pe benzi de magnetofon.
| Anul înreg. | Piese                                                                                       | Acompaniament                                                    | Note                         |
| 1950        | Doina de la munte și Dianca                                                                 | Orchestra populară a Comitetului de Radio, dirijor Nicu Stănescu | —                            |
| 1950        | Doina de la Turnu și Sârba Morărița                                                         | Orchestra populară a Comitetului de Radio, dirijor Nicu Stănescu | transpuse pe discul EPA 1970 |
| 1950        | Pe valea Suarului și Găile                                                                  | Orchestra populară a Comitetului de Radio, dirijor Nicu Stănescu | —                            |
| 1951        | Hora fetelor Leana                                                                          | Orchestra „Dezrobirea”, dirijor Nicu Stănescu                    | —                            |
| 1952        | Sârba poporului muncitor                                                                    | Orchestra „Barbu Lăutaru”, dirijor Ionel Budișteanu              | transpusă pe discul EPA 1782 |
| 1953        | Trandafir de la Moldova                                                                     | O.M.P.R., dirijor Nicu Stănescu                                  | transpusă pe discul EPA 1883 |
| 1955        | Alunelul și Hora fetelor Jocul popular „Tarele”                                             | Orchestra „Barbu Lăutaru”, dirijor Ionel Budișteanu              | —                            |
| 1955        | Alunelul ca din caval Hora dreaptă Mandalâcul Râmniceanca                                   | O.M.P.R., dirijor Victor Predescu                                | —                            |
| 1956        | Galaonul în doi Hora de la Măgurele Rustemul de doi Sârba pe loc Slănicul (horă) Vârtegușul | O.M.P.R., dirijor Radu Voinescu                                  | —                            |
| 11.05.1956  | Plecarea nuntașilor și Joc (horă)                                                           | O.M.P.R., dirijor Radu Voinescu                                  | —                            |
| 1957        | Cântec bătrânesc Dianca Doina de la munte                                                   | O.M.P.R., dirijor Victor Predescu                                | —                            |
| 28.09.1958  | De-ar fi drumul prin pădure                                                                 | O.M.P.R., dirijor Victor Predescu                                | —                            |
| 1958        | Cântec din Popoveni Ionel de peste deal                                                     | O.M.P.R., dirijor Victor Predescu                                | —                            |
| indisp.     | Alunelul ca la pădure                                                                       | O.M.P.R., dirijor Victor Predescu                                | —                            |
| indisp.     | Balada busuiocului                                                                          | O.M.P.R., dirijor Victor Predescu                                | Busuioc de la Plenița        |
| indisp.     | Baladă haiducească                                                                          | O.M.P.R., dirijor Victor Predescu                                | —                            |
| indisp.     | Balada lui Oleac                                                                            | O.M.P.R.                                                         | —                            |
| indisp.     | Cântec de dragoste                                                                          | O.M.P.R., dirijor Radu Voinescu                                  | —                            |
| indisp.     | Două jocuri oltenești                                                                       | O.M.P.R., dirijor Victor Predescu                                | —                            |
| indisp.     | Hora veche                                                                                  | O.M.P.R., dirijor Victor Predescu                                | —                            |
| indisp.     | Ileana de la Perișor                                                                        | O.M.P.R., dirijor Victor Predescu                                | —                            |
| indisp.     | Joc de la baltă                                                                             | O.M.P.R., dirijor Victor Predescu                                | —                            |